# Liene Jansone
Liene Jansone (22 de maio de 1991) é uma basquetebolista profissional letã.

## Carreira
Liene Jansone integrou a Seleção Letã de Basquetebol Feminino, na Pequim 2008, que terminou na nona colocação.